# Vulgarismy v angličtině
Anglické vulgarismy, potažmo klení v angličtině má z hlediska etymologie blíže ke germánskému než k latinskému původu. Anglické „shit“ a „fuck“ je toho příkladem. Oproti tomu slova jako „defecate“, „excrete“ nebo „copulate“ mající svůj původ v latině (defecatio – vyprazdňování, excretum – výkal, copulatio – kopulovat / souložit) postrádají negativní konotace.

## Příklady anglických nadávek, jejich použití a význam
Oblíbená sprostá slova
- Fuck – souložit; Fuck you! – Jdi do prdele!
- Shit – hovno
- Ass – prdel
- Motherfucker – mamrd

Oblíbené sprosté fráze
- Shut your trap! – Drž zobák!
- You've got the brains of a doughnut! – Hloupý jsi se narodil, hloupý zemřeš!
- Damn! – Zatraceně!
- Are you off your nut?! – Zbláznil ses?!

## Právní důsledky používání vulgarismů (příklady)

### Spojené království Velké Británie a Severního Irska

#### Na veřejnosti
Nadávání samo o sobě není obvykle trestným činem ačkoli v určitém kontextu může jít o součást zločinu. Nicméně v některých oblastech Spojeného království se může jednat o kriminální delikt. Např. v Salford Quays (část Manchasteru) je používání „hrubých slov a nadávek“ postaveno mimo zákon. Jedná se o nařízení pro Ochranu veřejného prostoru – Public Space Protection Order. V Anglii a Walesu se používání vulgarismů na veřejnosti považuje za trestný čin podle Zákona o veřejném pořádku z roku 1986 (§5 odst. 1 a odst. 6 ). Aby se však o trestný čin jednalo, musí se jím nějaká osoba cítit obtěžována, pohoršena nebo dokonce ohrožena.

#### Na pracovišti
Ve Spojeném království je téma sprosté mluvy a nadávání na pracovišti součástí firemní politiky a kultury na pracovišti. Záleží na tom, jak dobře to má daná firma vymezeno. Určitá míra užívání vulgarismů je přípustná avšak nesmí se jednat o ponižování a šikanu mezi zaměstnanci. S jistotou lze považovat nadávání za hrubé pochybení (někdy i důvod k okamžitému propuštění) v případě konfliktu mezi nadřízeným a podřízeným. Ať už se jedná o neuposlechnutí oprávněného nároku zaměstnancem vůči zaměstnavateli nebo o ponižování zaměstnance jeho nadřízeným.

### Spojené státy americké
V USA se soudy obecně nestaví proti používání sprostých slov, jelikož by se mohlo jednat o porušení práva jedince na svobodu projevu, která je zakotvena v americké Ústavě. Jakýkoliv zákon, který by se snažil občany omezit v „nadávání“ je tedy protiústavní. Příkladem může být zákon z roku 2011 (Severní Karolína), který se snažil omezit nadávání na silnicích a dálnicích. Na druhou stranu Američané zdůrazňují,[zdroj?] že lidé, kteří užívají vulgárních slov k podněcování nepokojů, obtěžování veřejnosti nebo rušení klidu, by měli za své jednání nést důsledky.